# Waverbrug
De Waverbrug is een smalle ophaalbrug over de Oude Waver nabij de buurtschap Waver in de Noord-Hollandse gemeente Ouder-Amstel. De brug verbindt de Oude Waver en de Hoofdweg van de gemeente De Ronde Venen met de Waverdijk. Vandaar kan men linksaf langs de Ronde Hoep of rechtsaf langs  Waver, Stokkelaarsbrug en de Voetangelbrug naar Ouderkerk aan de Amstel. De brug ligt vlak bij het Fort in de Botshol.